# Hep Stars on Stage
Hep Stars on Stage är ett livealbum av Hep Stars, inspelat i Trollhättan den 7 augusti och i Västerås den 8 augusti 1965 och utgivet senare samma år. 

## Låtlista

### Sida 1
1. "Cadillac"
2. "What'd I Say"
3. "Donna"
4. "What Do You Want to Make Those Eyes at Me For?"
5. "So Mystifying"
6. "Only You"
7. "Wear My Ring Around Your Neck"

### Sida 2
1. "Surfin' Bird"
2. "Tallahassie Lassie"
3. "No Response"
4. "If You Need Me"
5. "Farmer John"
6. "Bald Headed Woman"
7. "Whole Lotta Shakin' Goin' On"